# Hypnum callichroum
Hypnum callichroum là một loài Rêu trong họ Hypnaceae. Loài này được Brid. mô tả khoa học đầu tiên năm 1827.

## Hình ảnh

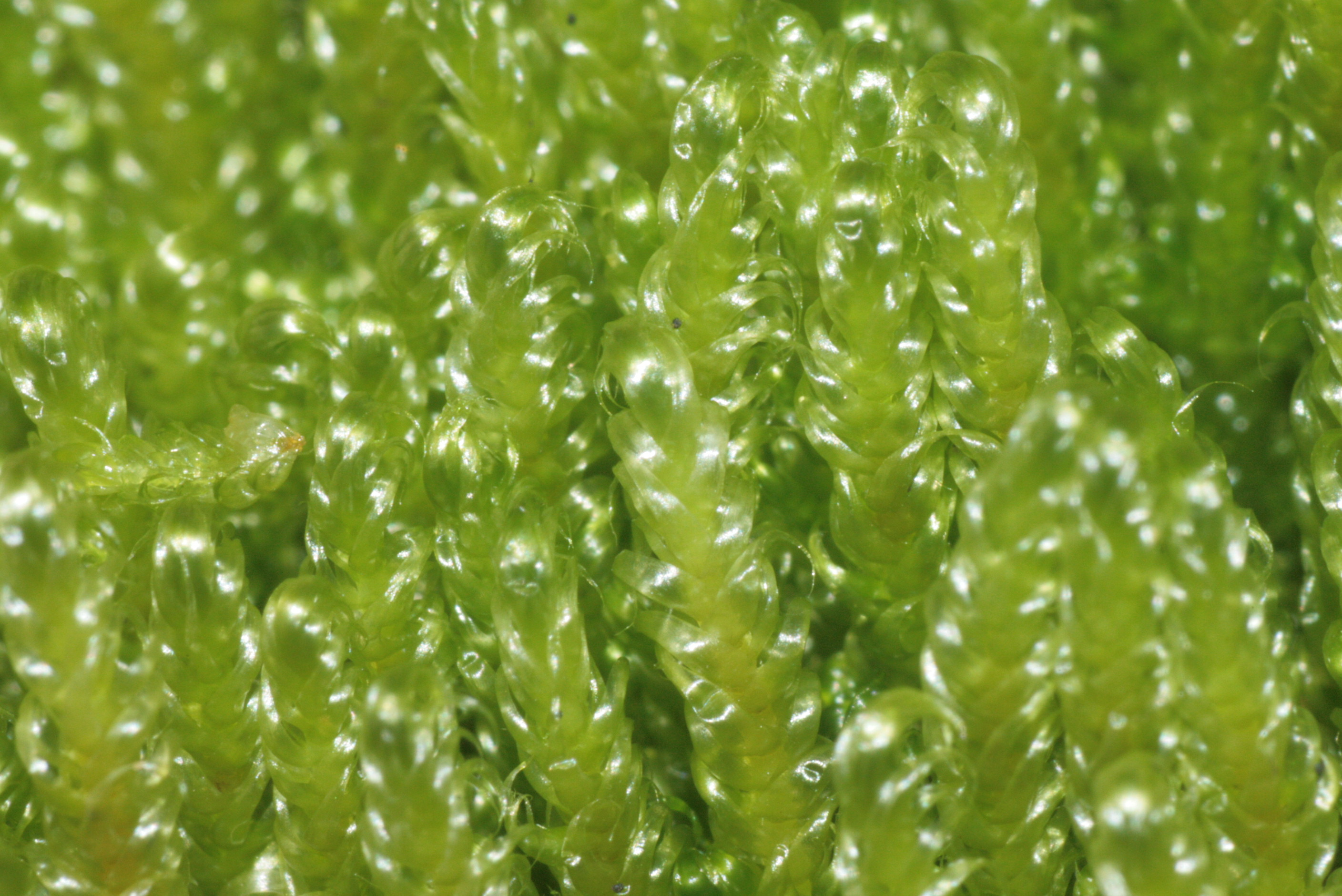
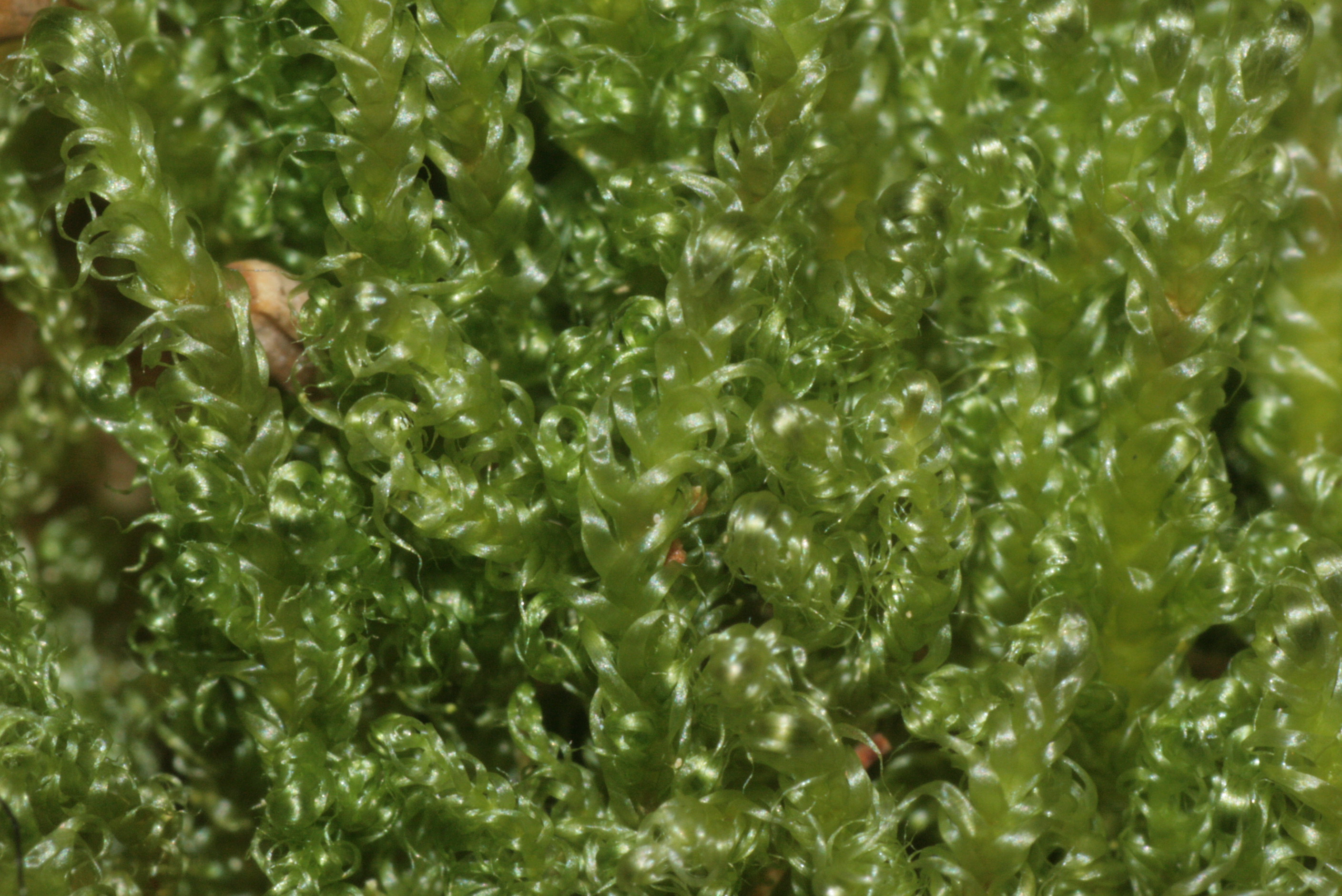
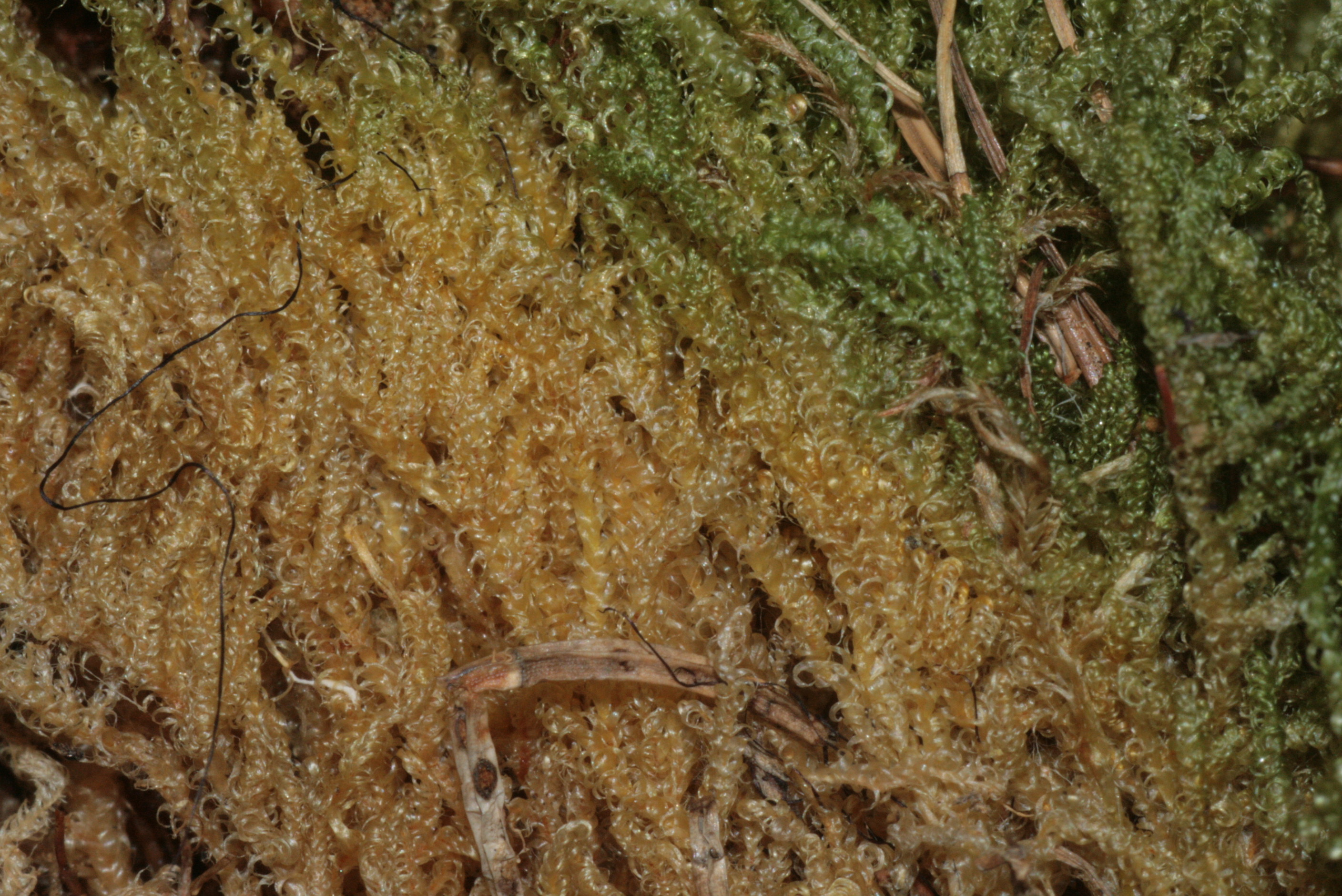
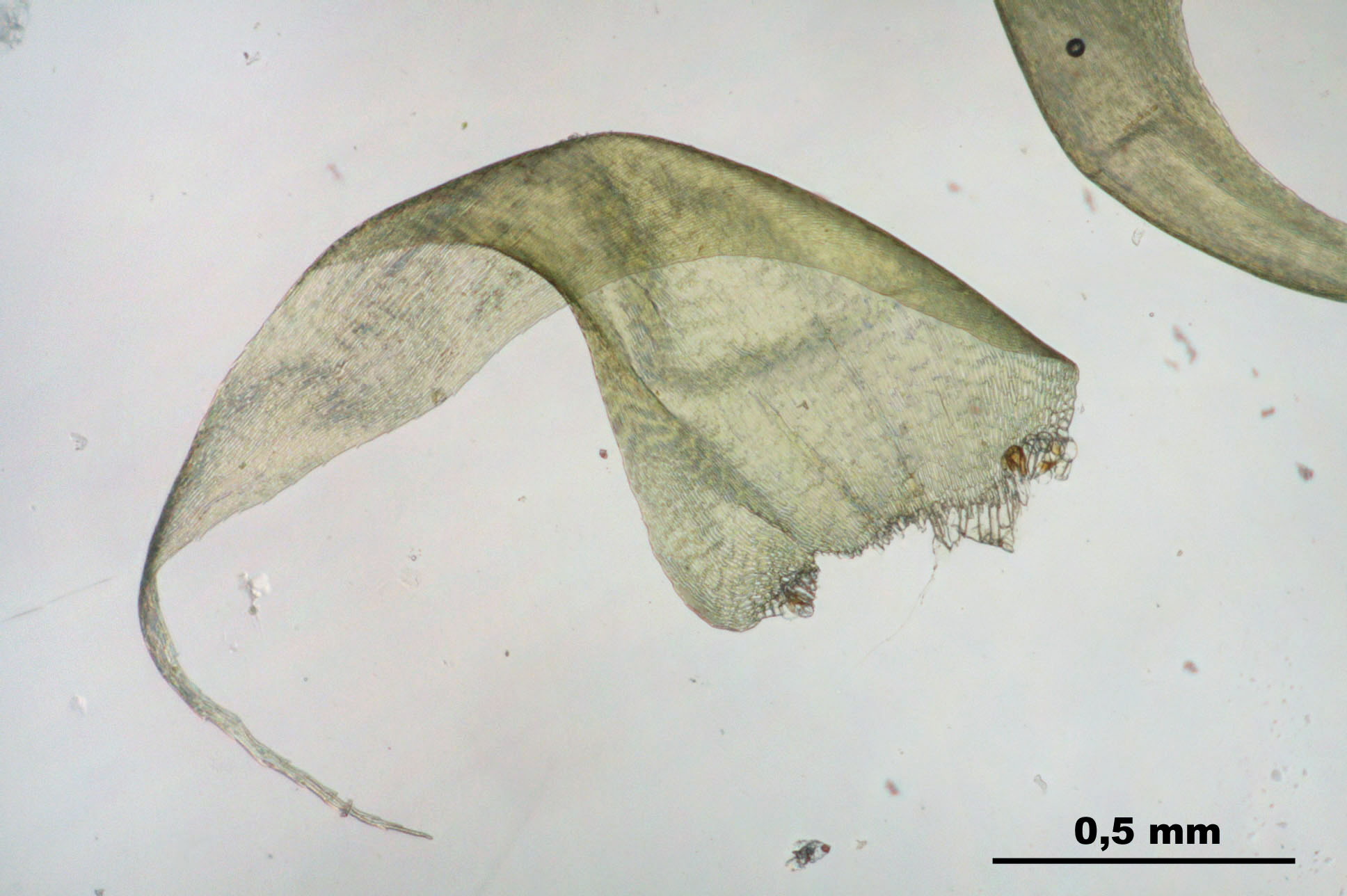